# Blue Hawaii (sang)
 For alternative betydninger, se Blue Hawaii. (Se også artikler, som begynder med Blue Hawaii)
"Blue Hawaii" er en komposition fra 1937, skrevet af Leo Robin og Ralph Rainger. Sangen er indsunget af Bing Crosby til hans film Waikiki Wedding, ligeledes i 1937.
Sangen er i 1958 indsunget af Frank Sinatra og året efter af Billy Vaughn.

## Elvis Presleys version
"Blue Hawaii" er ubestridt bedst kendt i en version med Elvis Presley. Sangen blev anvendt som titelmelodi til hans 1961-film Blue Hawaii og blev indspillet hos Radio Recorders i Hollywood den 22. marts 1961. Udover at udkomme på filmens soundtrack, Blue Hawaii, udkom sangen på albummet Elvis – A Legendary Performer, vol. 2, som kom på gaden i januar 1976. Denne indspilning er en koncertoptagelse fra Honolulu International Center på Hawaii og er optaget den 14. januar 1973.
"Blue Hawaii" er endvidere på CD'en fra 18. juli 1995 Command Performances – The Essential 60's Masters, vol. 2, som er en samling af de bedre af Elvis' filmsange fra 1960'ernes spillefilm.